# フール (料理)

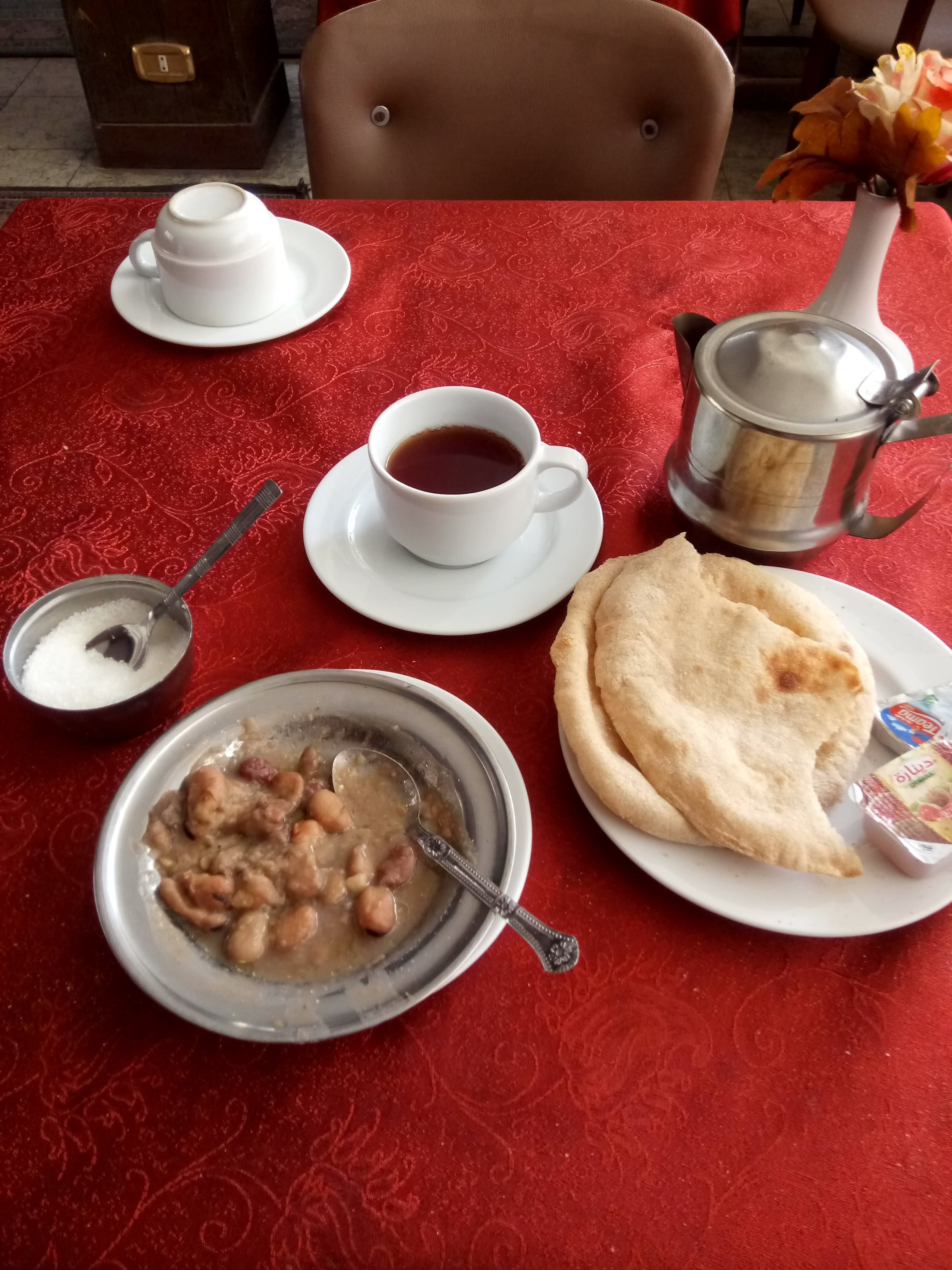
フールとアエーシの朝食（カイロ）

フール、フール・メダンメス、フール・ミダンミス（アラビア語: فول مدمس、英語: Ful medames）は、エジプトおよびスーダンの伝統料理。
乾燥空豆の煮込み料理である。
エジプトでは古代エジプト時代から食されている料理であり、エジプトでは、朝食の定番料理となっている。また、フールをベースとしたアレンジ料理もある。
スーダンでは朝食に、昼食に、夕食にと食べられており、「国民食」的な料理である。
作り方の例
1. 乾燥空豆を24時間ほど水に浸して戻す。
2. 戻した空豆を弱火で煮込む。その際に少量のオリーブオイルを入れて風味を加える。
3. 空豆が煮えたら、クミンパウダー、コリアンダー、ドライミント、カルダモン、クローブ、ガーリックパウダーなどで味付けを行う。
4. 鍋に潰したニンニクとオリーブオイルを入れて炒め、茹で上がった空豆とスパイスを入れて煮込む。
5. 潰したトマトの汁（トマトジュース）を加え、塩胡椒で味を整える。

スーダンでは、千切ったパンをフールに浸して食べる。